# Rőt selyemgomba
A rőt selyemgomba (Amanita fulva) a galócafélék családjába tartozó Amanita nemzetség egyik nyersen mérgező, Magyarországon is előforduló gombája.

## Jellemzői
Kalapja vörösesbarna, fiatalon karcsú, tojásdad, később kiterül; széle mindig jellegzetesen bordázott; átmérője 4‑8 cm. Lemezei fehérek, sűrűn és szabadon állók, élük finoman rovátkolt. Tönkje fehér vagy hússzínű, csak néha látható rajta kígyóbőrszerű minta; gallérja nincs. Bocskora fehéres, de helyenként vörösbarna elszíneződés is megfigyelhető rajta. A gomba húsa egységesen fehér, vizenyős, illata és íze jellegtelen. Spórapora fehér; a spórák gömbölyűek, méretük 8‑12 μm.

## Előfordulása
Lombos- és fenyőerdőkben egyaránt előfordul, kedveli a savanyú talajú, ingoványos helyeket. Általában erdeifenyők és nyírfák alatt található. Júliustól októberig terem.

## Hasonló fajok
A rőt selyemgomba elsősorban az Amanita nemzetség gallérral nem rendelkező fajaival (selyemgombák) téveszthető össze. Az óriás selyemgomba (A. inaurata) jóval nagyobb méretű; kalapján sokszor burokmaradványok vannak. A narancsszínű selyemgombát (A. crocea) élénkebb színei és mintázott törzse különböztetik meg, húsa pedig fenollal sötétvörös lesz, míg a rőt selyemgombáé csokoládébarnára változik.

## Mérgezése
A rőt selyemgomba nyersen fogyasztva megárthat; főzés után ehető, de csak a hozzáértőknek ajánlott.

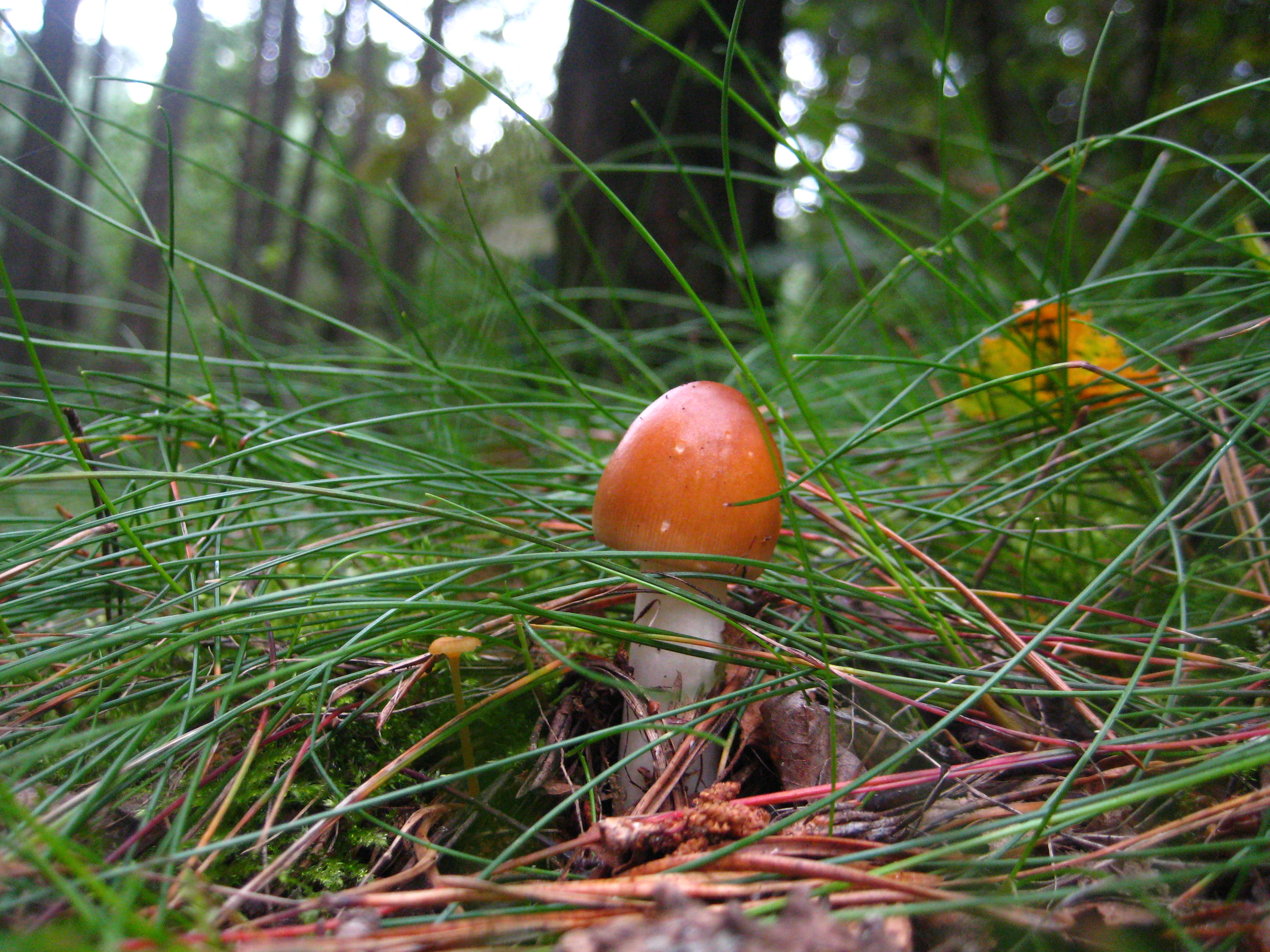
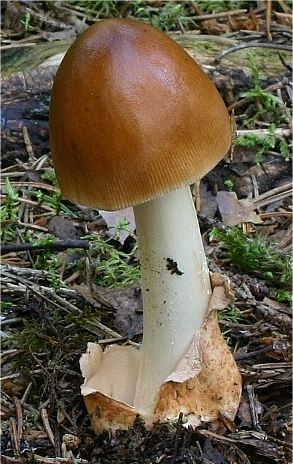
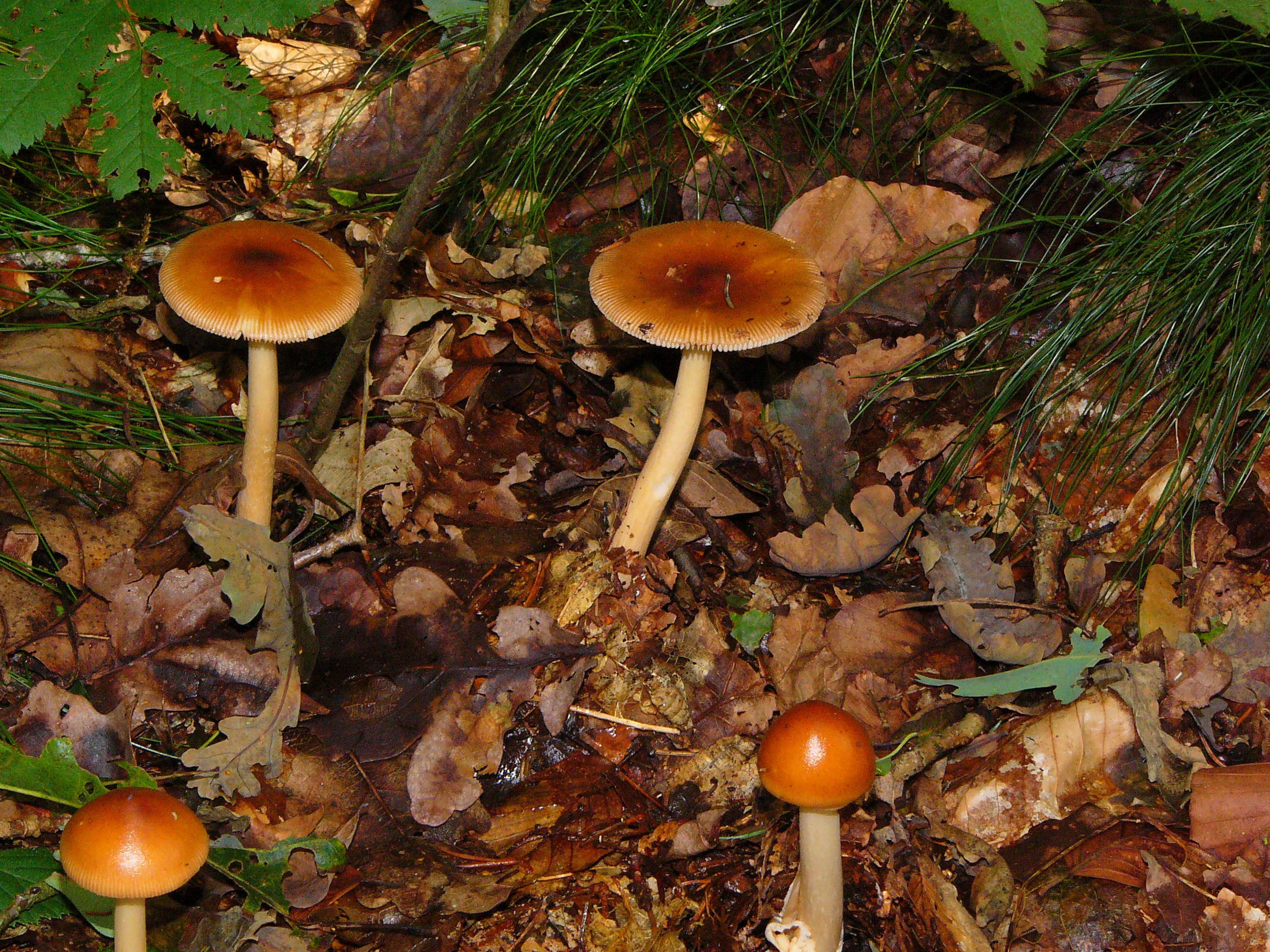
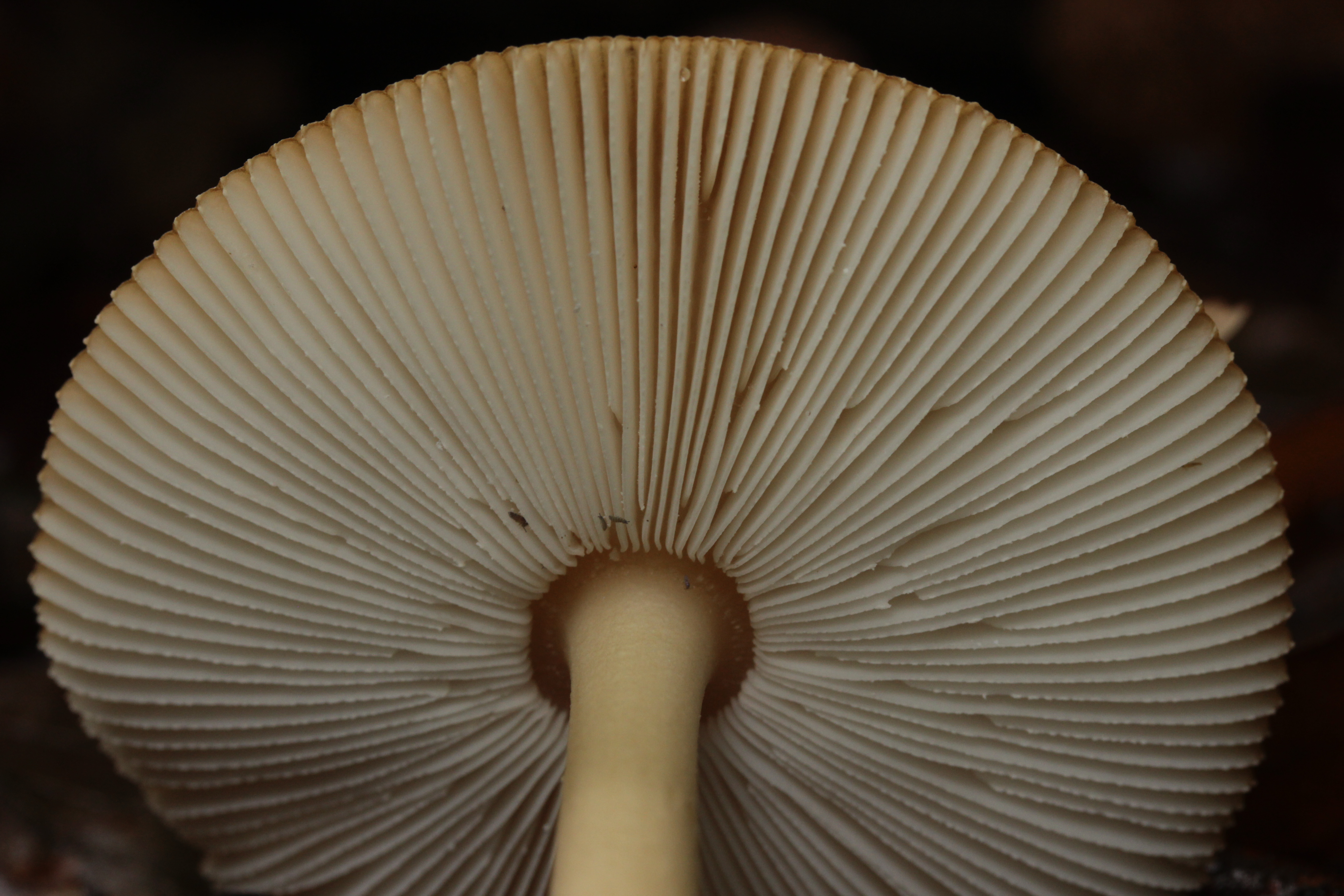